# Il Libro Bianco Polacco
Il Libro bianco polacco è il nome semiufficiale di una serie di rapporti completi pubblicati durante la seconda guerra mondiale dal Ministero dell'Informazione del governo polacco in esilio a Londra; tratta delle relazioni polacco-tedesche prima e dopo il 1939, anno dell'aggressione tedesco-sovietica contro la Polonia. Ogni pubblicazione, edita in inglese, francese, tedesco e polacco tra il 1940 e il 1941, consisteva in documenti ufficiali e affidavit, integrati da una panoramica del Ministero. In particolare, uscì in parallelo con la serie The Black Book of Poland di G. P. Putnam's Sons di New York, poi pubblicata a Londra da Hutchinson & Co. con un titolo diverso nel 1942.

## Storia della pubblicazione
Il primo volume della serie, pubblicato nella primavera del 1940, era intitolato Documenti ufficiali sulle relazioni polacco-tedesche e polacco-sovietiche 1933–1939 - Libro bianco polacco.  Descriveva e documentava i negoziati polacco-tedeschi alla vigilia della seconda guerra mondiale. Il secondo volume del Libro bianco – a volte considerato il primo volume del Libro nero di Polonia – era intitolato Invasione tedesca della Polonia (L'Invasion Allemande en Pologne, Paris: Flammarion, 1940).
Il terzo volume fu Occupazione tedesca della Polonia. Estratto di nota indirizzato alle potenze alleate e neutrali. Si tratta di un rapporto di 240 pagine, pubblicato nel 1941 dal Ministero dell'Informazione del governo polacco in esilio, che descrive le atrocità commesse dalla Germania nella Polonia occupata. Contiene 180 appendici con elenchi, nomi, date e circostanze della brutalità nazista nei confronti dei civili polacchi, inclusi uomini, donne e bambini. La maggior parte del libro è costituita da appendici, che documentano le posizioni dei ghetti nazisti in cui morirono migliaia di ebrei e il mutare dei metodi di sterminio dalla fucilazione all'avvelenamento con il gas. Gli affidavit confermano il coinvolgimento personale di Heinrich Himmler nella liquidazione del ghetto di Varsavia e nelle deportazioni verso i campi di sterminio.
Il Libro bianco polacco fu una richiesta di aiuto alla comunità mondiale. Al momento della stesura c'erano due milioni di ebrei polacchi ancora vivi nella Polonia occupata, che speravano in uno sforzo di salvataggio internazionale.

## Contenuti
Con il drastico aumento del numero di rapporti sui crimini di guerra nazisti nella Polonia occupata, furono pubblicati nuovi volumi della serie The Polish White Book. L'occupazione tedesca della Polonia (1941) - noto anche come il secondo volume dell'invasione tedesca della Polonia (1940) - è talvolta considerato un preambolo del Libro nero della Polonia (1942) dal governo polacco in esilio. I libri bianchi del ministero polacco sono stati pubblicati in un arco temporale di due anni.  L'originale Polish White Book e i volumi successivi furono pubblicati sia a Parigi da Flammarion e a Londra da Hutchinson & Co.
L'ultimo Libro bianco, intitolato Occupazione tedesca della Polonia. L'estratto della nota indirizzata alle potenze alleate e neutrali, fu pubblicato dalla Greystone Press di New York nel 1941. Il libro conteneva una panoramica di 55 pagine, firmata da Auguste Zaleski a Londra il 3 maggio 1941, e 180 appendici con le prove delle espulsioni forzate e delle deportazioni degli ebrei nei ghetti sovraffollati, dove la fame e le malattie erano all'ordine del giorno, insieme alle prove della distruzione deliberata della nazione polacca, per un totale di 243 pagine stampate.
Il Libro bianco fu seguito da The Black Book of Poland stampato da G. P. Putnam's Sons di New York nel 1942. Fu una raccolta di documenti autenticati, deposizioni, resoconti di testimoni oculari e riepiloghi ministeriali, che descrivevano e illustravano con fotografie i crimini nazisti contro la nazione polacca e i crimini di guerra nella Polonia occupata durante la seconda guerra mondiale, commessi in soli due anni: massacri, torture, espulsioni, colonizzazione forzata, persecuzione, distruzione della cultura e l'umiliazione di una nazione.

### Sezioni del libro
1. Nota
2. Oltraggi contro le persone
3. Oltraggi contro la religione
4. Oltraggi contro la cultura polacca
5. Oltraggi contro la proprietà

Appendici
1. La legge e gli usi della guerra sulla terra - IVa Convenzione dell'Aia
2. Documenti tedeschi
3. Documenti polacchi